# Barbarossastraße 22 (Mönchengladbach)

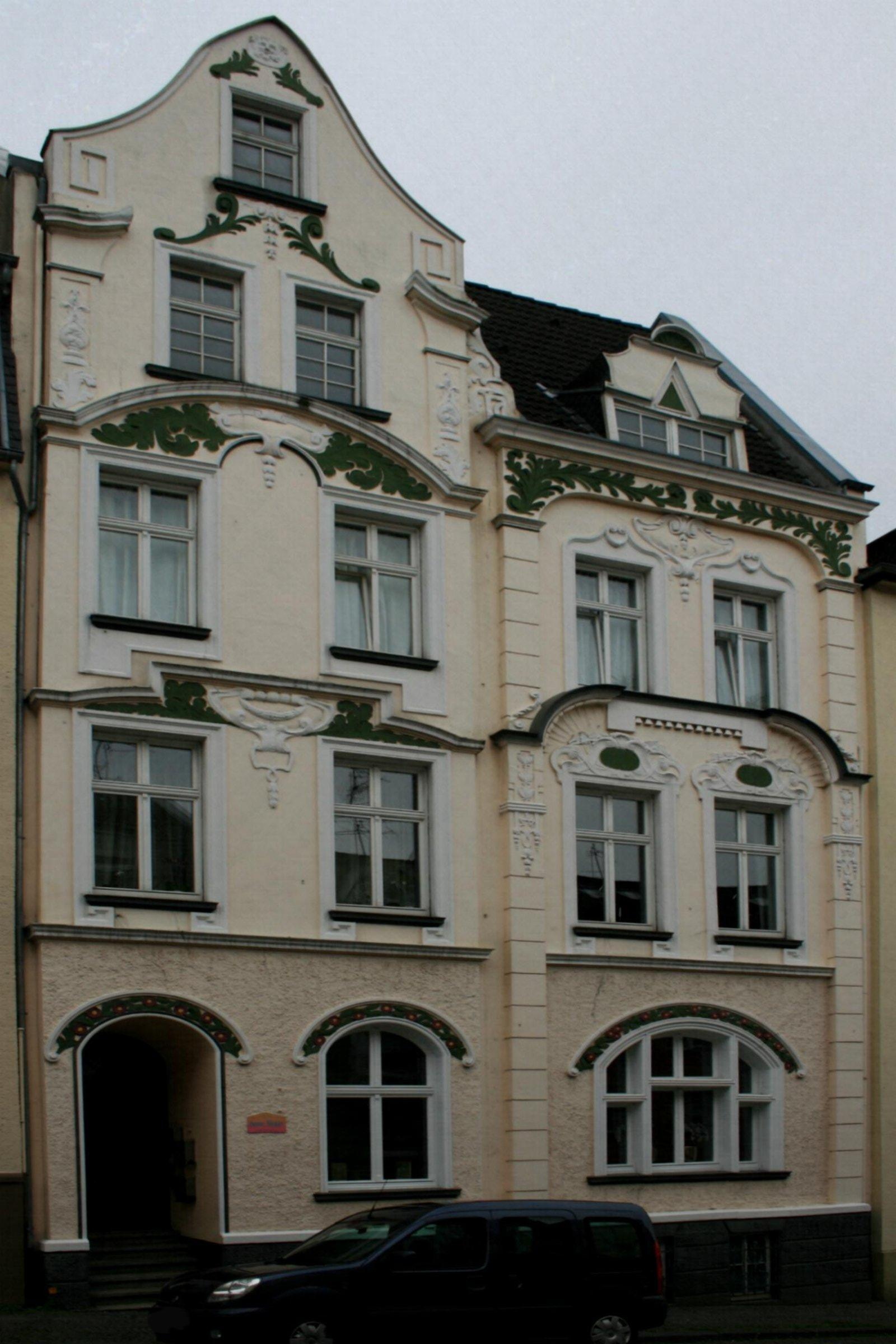
Wohnhaus (2010)

Das Wohnhaus Barbarossastraße 22  befindet sich in Mönchengladbach (Nordrhein-Westfalen) im Stadtteil Gladbach.
Das Haus wurde Anfang des 20. Jahrhunderts erbaut. Es ist unter Nr. B 001 am 4. Dezember 1984 in die Denkmalliste der Stadt Mönchengladbach eingetragen worden.

## Architektur
Die Fassade des dreigeschossigen Mehrfamilienhauses aus dem Anfang des 20. Jahrhunderts mit Mansarddach ist als Vier-Fenster-Fassade in den Obergeschossen angelegt. Markant ist eine etwa mittige senkrechte Aufteilung der Fassade. Der linke Teil der so entstehenden Gliederung ist mit zwei Fenstern in beiden Obergeschossen gegliedert und erhebt sich in einen geschweiften Ziergiebel bis in den Mansarddachbereich.
Der rechte Fassadenteil ist ebenfalls in beiden Obergeschossen zwei-fenstrig und im Erdgeschoss mit einem Fenster gegliedert, welches einen Kreisbogenausschnitt als Sturz hat. Die Fenster in Holz sind original als kreuzgeteilte Fenster erhalten. Das rechte Fenster im Erdgeschossbereich hat eine vierfache senkrechte Teilung mit versetzter Kämpferhöhe. Die Haustür ist in moderner Ausführung erneuert.